# Panaspis cabindae
 (décembre 2015).
Si vous disposez d'ouvrages ou d'articles de référence ou si vous connaissez des sites web de qualité traitant du thème abordé ici, merci de compléter l'article en donnant les références utiles à sa vérifiabilité et en les liant à la section « Notes et références ».
Espèce
Synonymes
- Ablepharus cabindae Bocage, 1866

Statut de conservation UICN

 DD  : Données insuffisantes
Panaspis cabindae est une espèce de sauriens de la famille des Scincidae.

## Répartition
Cette espèce se rencontre en Angola et dans l'ouest de la République démocratique du Congo.

## Étymologie
Cette espèce est nommée en référence au lieu de sa découverte[réf. nécessaire] : Cabinda.

## Publication originale
- Bocage, 1866 : Reptiles nouveaux ou peu connus recueillis dans les possessions portugaises de l'Afrique occidentale, qui se trouvent au Muséum de Lisbonne, Jornal de sciencias mathematicas, physicas e naturaes, vol. 1, p. 57-78 (texte intégral).